# Mura di Palermo

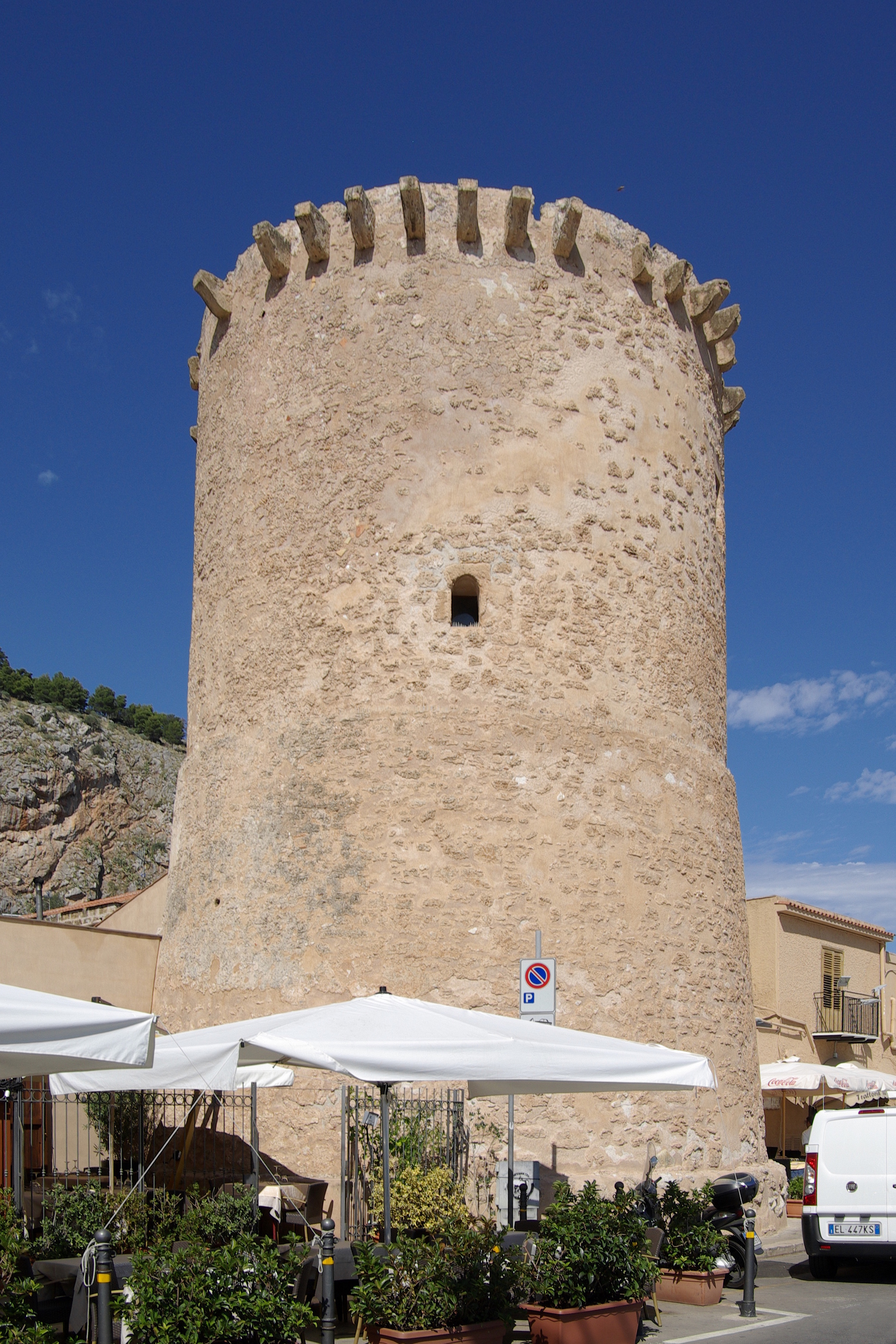
Torre della tonnara a Mondello

 Le mura di Palermo sono l'antica cerchia difensiva della città. Durante i secoli si sono succedute varie cinte murarie,  a iniziare dal periodo punico di cui rimangono poche tracce nei pressi della cattedrale o del Cassaro, mentre sono più visibili alcune porzioni della cinta bastionata cinquecentesca che fino alla fine del XVIII secolo circondava il centro cittadino, come il Quartiere militare di San Giacomo, tra la Cattedrale e Palazzo dei Normanni. In particolare sono integri alcuni bastioni, porte urbane e piccoli tratti delle cinta murarie che sono state risparmiate dall'urbanizzazione ottocentesca.

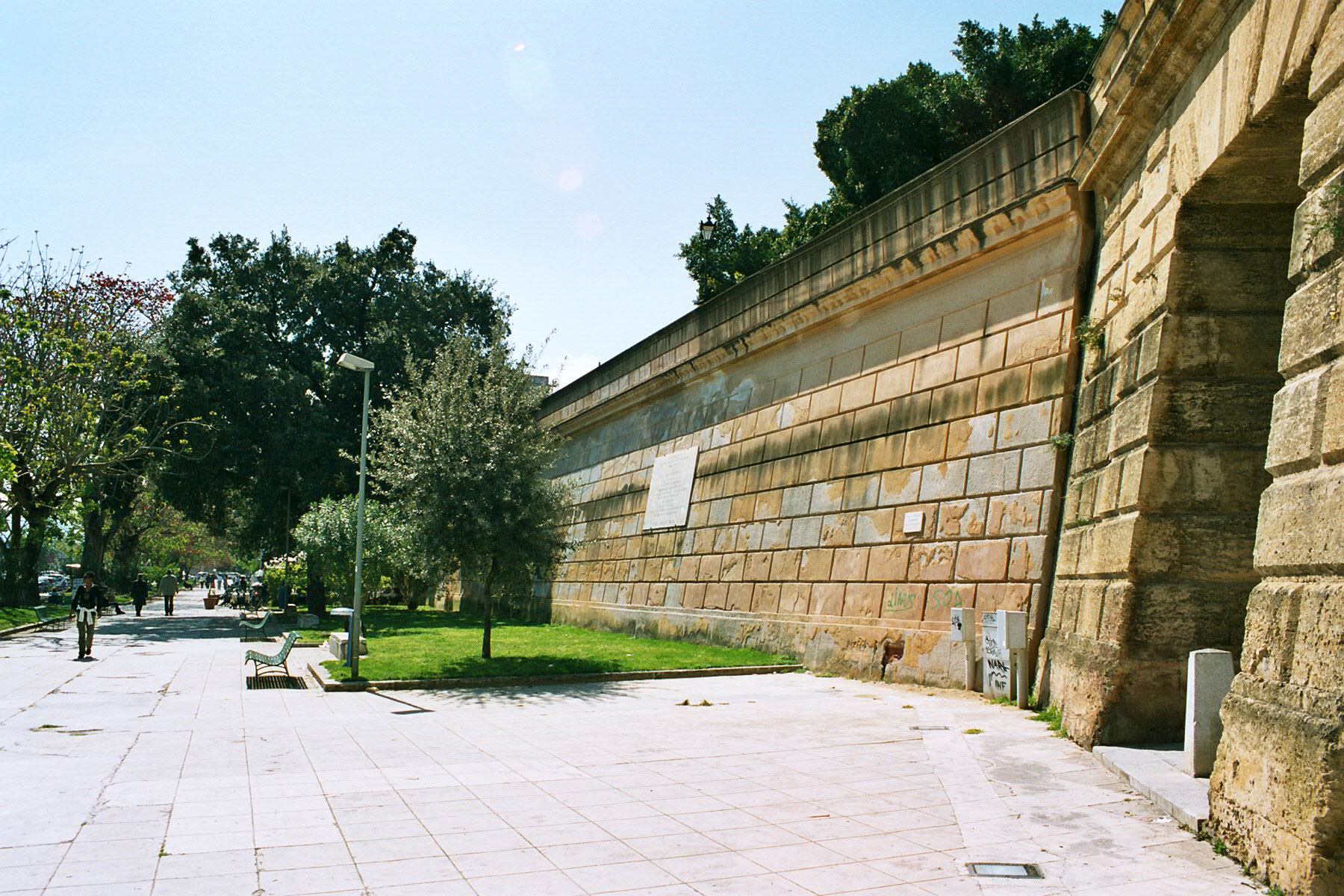
Mura del Foro Italico sulla cui sommità si trova la passeggiata delle cattive

Porzioni visibili dei bastioni sono infatti presenti lungo Corso Alberto Amedeo (Bastione della Balata o del Papireto), alle spalle del Teatro Massimo (Bastione di San Vito) e nei pressi di Piazza Magione (Bastione dello Spasimo). Un tracciato consistente di mura è quello che si affaccia sul Foro Umberto I e sulla sua parte calpestabile rappresenta la cosiddetta Passeggiata delle Cattive. Presso il porto sono invece visibili i resti dell'antico Castello a Mare, restaurato, principale avamposto militare borbonico e divenuto un Parco Archeologico e uno spazio per eventi e concerti. Sono presenti ancora diverse infrastrutture militari: dalle Caserme "Ciro Scianna", "Euclide Turba", "Antonino Cascino" e "Lajos Tukory", all'ex ospedale militare "Michele Ferrara".
Lungo la costa, soprattutto quella settentrionale nei pressi delle borgate di Mondello e Sferracavallo, sono presenti alcune torri di avvistamento. Queste strutture difensive, sorte a partire dal tardo Medioevo, avevano lo scopo di avvisare la popolazione dell'arrivo dei pirati ed essendo collegate fra loro da un sistema di comunicazione basato su segnali di fumo, trasmettevano il segnale anche alle località vicine. Nell'entroterra sono visibili tracce di torri e bagli che rappresentavano delle residenze votate alla produzione agraria, ma anche delle strutture difensive e di osservazione.

## Mura punico-romane
Le mura punico-romane sono la più antica cinta muraria della città di Palermo. Dividevano la città in due differenti quartieri, la Paleapoli (o città antica) e la Neapoli (o città moderna).

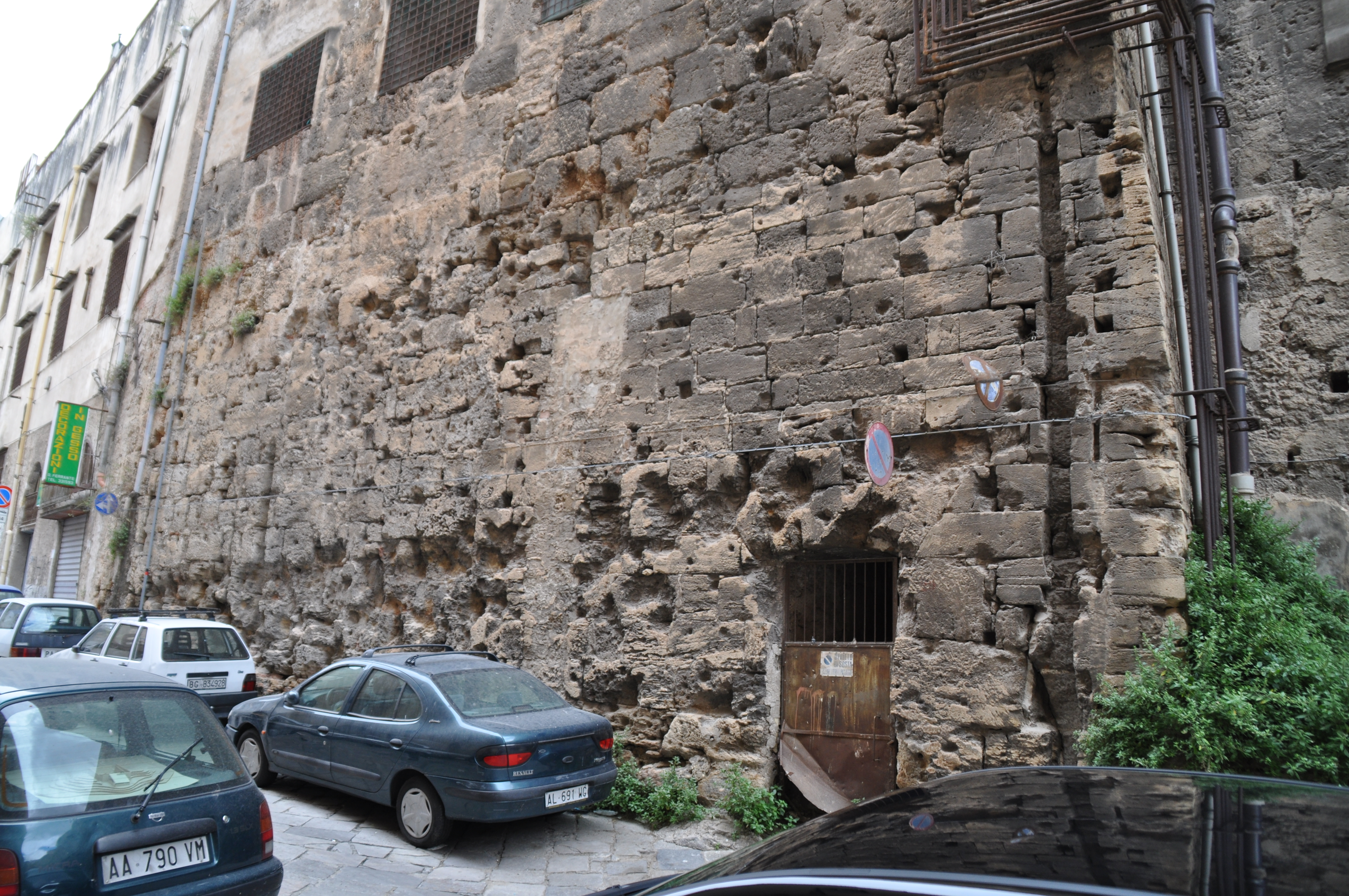
Un tratto delle mura puniche di Palermo in via degli Schioppettieri.

### Paleapoli
La Paleapoli, il nucleo abitativo più antico della colonia, di origine fenicia, venne circondato subito da alte mura. Su queste mura due porte vennero lasciate aperte, la porta in direzione del porto cittadino e una porta situata sul lato opposto, in direzione dell'odierna piazza Indipendenza, dove venne a crearsi una vasta necropoli. L'originale tracciato murario è ormai solo ipotizzabile, anche se sono ancora presenti e visionabili dei resti di tratti che vanno da via degli Schioppettieri a Rua Formaggi, passando per la Sala Duca di Montalto di palazzo dei Normanni con relativa porta e corso Alberto Amedeo, sino a via dei Candelai.

### Neapoli
La Neapoli, il nucleo di successiva espansione della colonia, si sviluppò ben presto nell'area tra la Paleapoli ed il porto. Il nuovo quartiere si ampliò velocemente superando le dimensioni del vecchio quartiere, ben presto divenne sede di mercati, attività artigiane e commerciali.

La cinta muraria venne stravolta ed estesa ad abbracciare il nuovo perimetro urbano. Con l'ampliamento del circuito murario si rese necessaria l'apertura di due nuove porte, mentre la vecchia porta in direzione del porto venne spostata per far posto ai nuovi edifici. In totale si avevano 4 porte una per ogni lato della città. Alcuni frammenti della cinta muraria sono ancora visibili presso via Maqueda, all'altezza di piazza Bellini.
Le mura seguirono il corso dei due fiumi che circondano la città, il Kemonia ed il Papireto, creando un fossato naturale e migliorando la sicurezza militare della città. Durante l'era romana, esse furono certamente implementate, come deducibile dal successivo resoconto di Procopio di Cesarea circa la presa di Palermo, rimanendo pressoché le stesse sino alla conquista musulmana.

## Mura arabe
Durante la dominazione araba la vecchia cinta muraria venne fortificata, al suo interno venne edificato un grandioso castello, attualmente riconducibile al palazzo dei Normanni. Quest'area assunse il nome di al-Kasr, ovvero "la fortificata", toponimo ancora presente in città con il nome di Cassaro. Ben presto però la crescita economica e demografica della città rende la vecchia cerchia muraria insufficiente e cominciano a sorgere borghi e quartieri oltre le mura, il Kemonia e il Papireto. Anche le porte vennero aumentate: dalle precedenti quattro vennero portate a nove. Il geografo e storico arabo Ibn Hawqal elenca il nome di otto delle nove porte presenti, in senso antiorario e a partire da quella dell'accesso portuale, ovvero: "Bab al-Bahr" (Porta di Mare o dei Patitelli perché qui vivevano e lavoravano gli artigiani che confezionavano gli zoccoli - i 'patitelli' appunto - all'altezza della chiesa di S.Antonio in via Roma); "Bab al-Sifà" o Safà (la porta della “fonte della salute” poi denominata Porta Oscura, e i cui resti permangono all'interno di un cortile su via Venezia); "Bab tif al minar" (Porta degli Schiavi, su via del Celso nei pressi di palazzo Galletti di Santamarina); "Bab Sciantagàth" o Porta S. Agata (alla Guilla); "Bab Rutah" o Porta Rota (ubicata ai margini del quartiere militare di S. Giacomo, che dava accesso all'omonimo fiume alimentato dalla fonte di Ayu Abi Sa 'Idin detto Abu Said, il Walì di quel tempo), poi appellata Danisinni; "Bab ar-ryad" (Porta dei Giardini, ubicata nei pressi del palazzo reale); "Bab al-abna" (Porta dei giovanotti, nelle vicinanze di S. Giovanni degli Eremiti); "Bab as-Sudan" (la Porta dei negri lungo la Via Biscottai all'altezza dell'ex ospedale Fatebenefratelli, toponimo poi distorto nel tempo e detta poi Porta Buscemi, con l'omonima torre, eretta proprio sulle pre-esistenti mura puniche); "Bah al-Hadid" (Porta di ferro o anche Porta giudaica, là dove è oggi l'ingresso laterale della Facoltà di Giurisprudenza).
Poco distante dal centro, a sud, venne costruita una nuova cittadella fortificata che prese il nome di al-Halisah cioè "l'eletta", attualmente nota come Kalsa. Gli altri quartieri rimasti per un certo periodo fuori dalla cinta muraria originale vennero inglobati da una nuova cinta muraria, più esterna e meno imponente di quella che circondava al-Kasr e al-Halisah, nell'XI secolo. La nuova cinta collegava le due cittadelle fortificate. Alcuni testi riportano come arabe le seguenti altre porte: la "bab al-Bunud" o el-Bonud (la porta delle bandiere, da cui si poteva accedere alle zone urbane); la "bab as-Sanaah" o el-sanda (la porta dell'arsenale) e la "bab Kutamah" o ar-Kotama, che comunicavano con il porto; e infine la "bab al-Futuh" o el-Fotik, non meno importante, per alcuni studiosi oggi intercorsa all'interno dell'Oratorio dei Bianchi: è proprio da qui che nel 1071 entrarono i Normanni, che la ridenominarono Porta della Vittoria.

## Mura normanne
Durante la dominazione normanna si mantennero, soprattutto nel primo periodo, molte delle fortificazioni preesistenti. Un mirabile esempio ne è la Torre di Busuemi o Torre di Scrigno, oggi compresa all'interno di palazzo Conte Federico, che con l'omonima porta lambiva il corso del Kemonia e uno dei due bracci di mare che allora bagnavano la città.
Ben presto si cominciò a regolarizzare la cinta muraria per rendere più omogenei i quartieri. La crescita demografica della città obbligò successivamente a rivedere la conformazione urbana e, di conseguenza, la cinta muraria che assunse una forma più vicina a quella dell'attuale centro storico. Con l'occasione alcune porte vennero riaperte e la zona del palazzo reale, che era stata nuovamente scelta come residenza reale, venne ulteriormente fortificata.

## Mura rinascimentali
Le mura rinascimentali sono in parte ancora visibili all'interno del tessuto urbano e delimitano l'attuale centro storico cittadino. Esse delimitano un'area di circa 240 ettari.

### Stato attuale
Estesi tratti delle mura sono stati eliminati per far posto a nuovi assi viari ed a nuove brecce. In alcuni casi esse sono inglobate in edifici più recenti, edificati principalmente all'inizio del XX secolo.

### Le porte

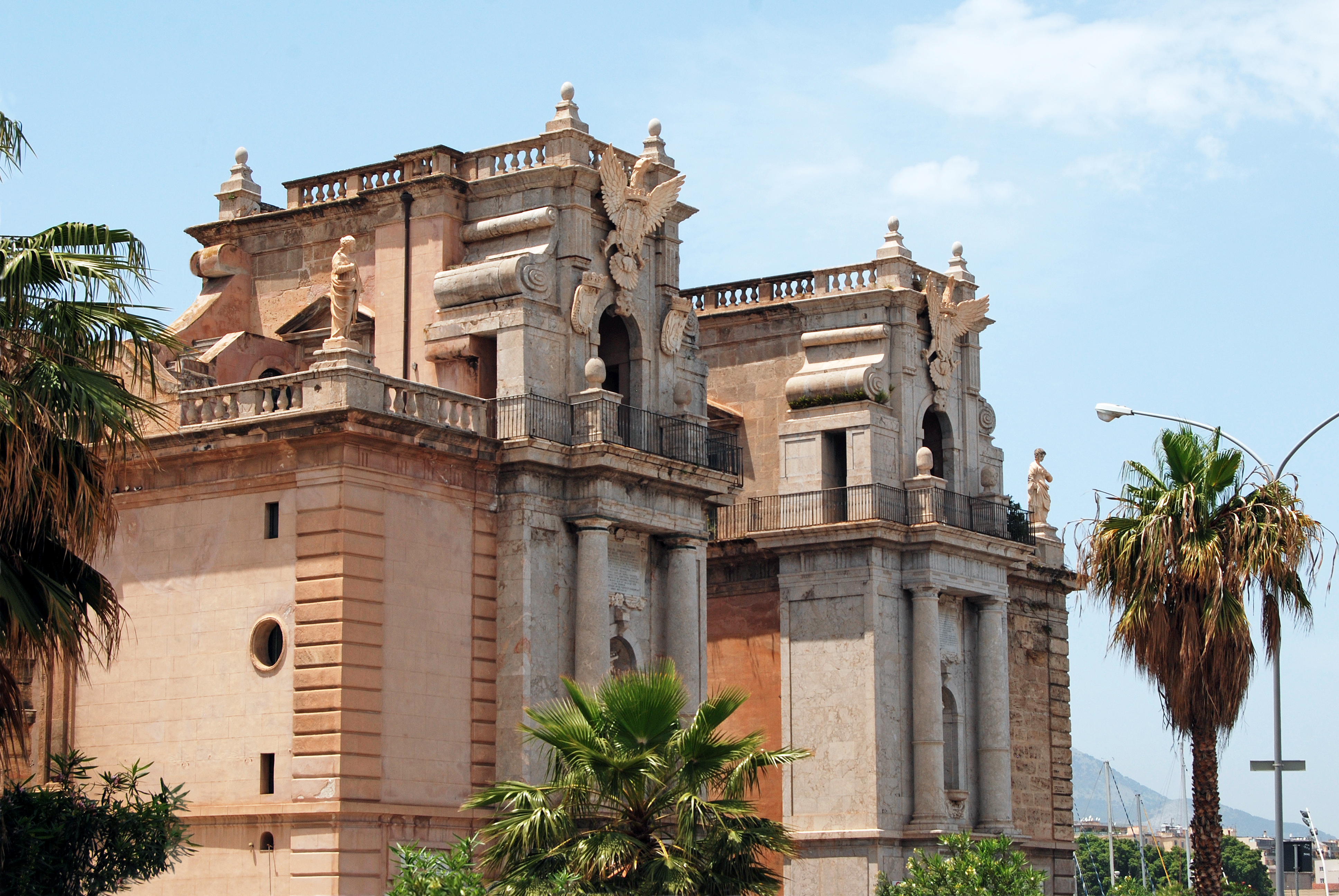
Porta Felice.

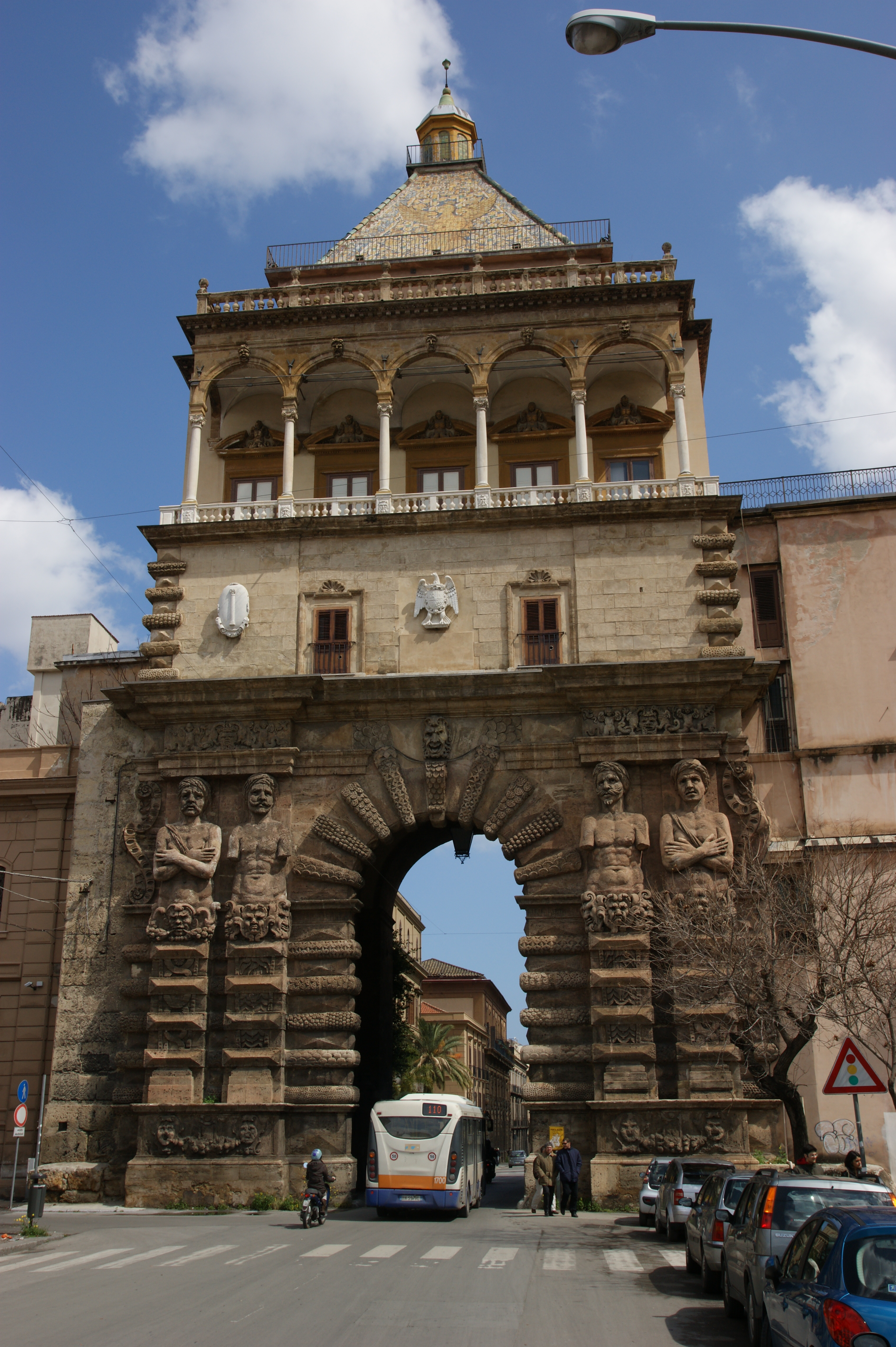
Porta Nuova.

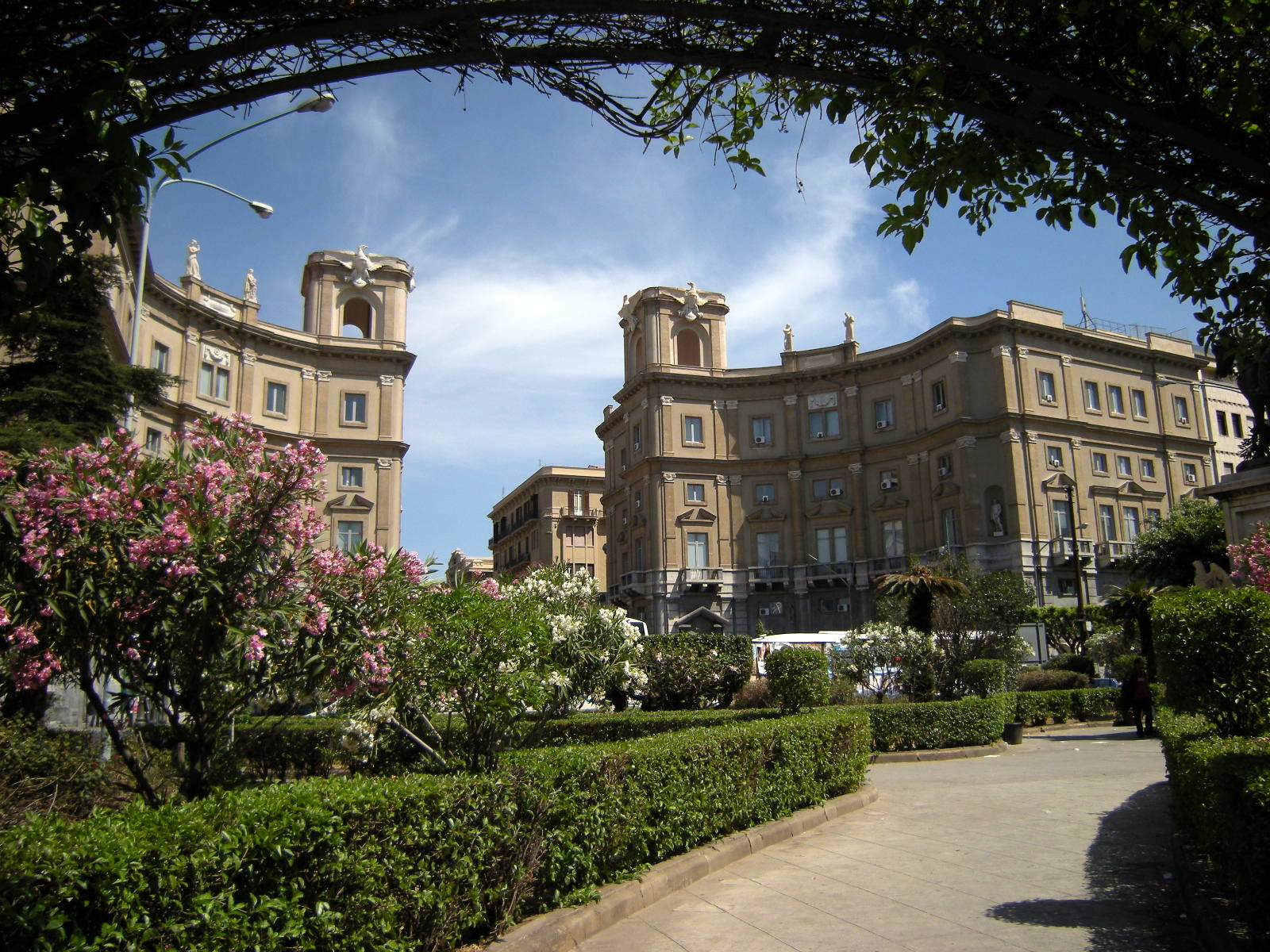
Ingresso monumentale di via Roma.

La città di Palermo si è sviluppata già dalla fondazione fenicia attorno al porto della Cala. Man mano che la città ha attraversato il suo processo di espansione urbanistica, sono state erette mura massicce per protezione da invasori, e per delimitarne un confine cittadino. La città, data la sua posizione geografica, e la sua conformazione a croce delle strade del Cassaro (Corso Vittorio Emanuele, prima Via Toledo) e di via Maqueda possedeva accessi tutt'attorno, nelle direzioni di Messina, Trapani, Monreale e altre.
Di alcune sono rimasti solo i nomi; altre, invece, sono sopravvissute. Alcune di esse erano dei veri e propri archi di trionfo, eretti per festeggiare vittoriosi ingressi in città: è il caso di porta Nuova, eretta nel 1583 in onore di Carlo V, vittorioso su un'armata musulmana in Tunisia. Sulla porta, infatti, sono raffigurati 4 colossali mori con lo sguardo afflitto e sconfitto. Dalla parte opposta, sul terrazzo a mare del Foro Italico (dove sono visibili le mura) sorge Porta Felice: iniziata sotto Marcantonio II Colonna, viceré spagnolo in Palermo nel 1582, prese il nome della moglie Felice Orsini e rappresenta l'ingresso in città per chi giungeva dal mare. Fronteggia il mare anche Porta dei Greci, edificata nel 1553.
Porta Termini, abbattuta nel 1852, era rivolta verso sud-est; venne eretta nel XII secolo.
Porta Sant'Agata, costruita in pietra grezza e grossi blocchi di tufo, a differenza delle altre presenta una fessura dalla tipica forma del periodo dei Normanni in città. Alcune porte danno origine alle strette strade dove si prolungano i banconi dei mercati e quartieri storici della città, come Il Capo: è il caso di Porta Carini, datata al 1309.
L'ingresso più recente è stato fatto costruire in periodo fascista dai modernisti: è l'ingresso monumentale di via Roma, che da piazza Giulio Cesare, dominata dalla stazione centrale, immette nella via costruita a fine Ottocento.
Di seguito l'elenco delle diciannove porte costruite nei secoli lungo le mura rinascimentali della città.
| Nome porta                           | Edificazione | Stato                                                                                      | Note |
| ------------------------------------ | ------------ | ------------------------------------------------------------------------------------------ | --- |
| Porta Carini                         | XIII secolo  | esistente                                                                                  | Delimita il mercato del Capo, riedificata nel 1310, distrutta nel 1782 e riedificata subito dopo. |
| Porta di Castro                      | 1610         | non più esistente                                                                          | Venne distrutta nel XIX secolo per allargare la strada. |
| Porta Felice                         | 1582-1637    | esistente                                                                                  | Delimita il Cassaro, opposta a Porta Nuova. Il pilone destro venne distrutto a causa dei bombardamenti della seconda guerra mondiale e successivamente venne ricostruito. |
| Porta dei Greci                      | XIV secolo   | esistente                                                                                  | Riedificata nel 1553, ristilizzata nel 1754, avvicinata al mare nel 1840. |
| Ingresso monumentale di via Roma     | 1936         | esistente                                                                                  | Venne edificata su progetto dell'architetto Giuseppe Capitò che vinse un concorso di idee. Segna la fine del periodo Liberty a Palermo. |
| Porta Maqueda                        |              | non più esistente                                                                          | Delimitava la Via Maqueda, era opposta alla Porta di Vicari, venne distrutta nel XIX secolo per edificare il Teatro Massimo |
| Porta Nuova                          | 1583         | esistente                                                                                  | Delimita il Cassaro, opposta a porta Felice. Venne distrutta da un'esplosione nel 1667 e riedificata secondo il progetto dell'architetto Gaspare Guercio nel 1669. |
| Porta Carbone o Porta dei Legni      | XVI secolo   | non più esistente                                                                          | Venne ristilizzata nel 1778 e distrutta nel XIX secolo. |
| Porta della Calcina                  | XVI secolo   | esistente all'interno dei fabbricati sulla Cala, nei pressi della chiesa di S. Sebastiano. | Pesantemente manipolata con strutture in cemento armato nel 1994 per la ristrutturazione della clinica Triolo-Zancla. |
| Porta Montalto                       | 1637         | esistente come rudere                                                                      | Venne distrutta nel 1885 insieme al bastione Pescara che la inglobava. |
| Porta Reale o delle Vittorie         | XI secolo    | esistente                                                                                  | Venne distrutta e riedificata nel 1784. |
| Porta Mazzara                        | XIII secolo  | esistente                                                                                  | Ristrutturata nel 1326, ostruita dalla porta Montalto tornò alla luce quando questa venne distrutta insieme al bastione Pescara. |
| Porta Termini                        | 1100 circa   | non più esistente                                                                          | Da questa porta, abbattuta nel 1852, il 27 maggio 1860, i Mille di Garibaldi attaccarono l'esercito borbonico, provocando l'insurrezione di Palermo. |
| Porta di Vicari o S.Antonino         | XVII secolo  | esistente                                                                                  | Delimita la via Maqueda; all'opposto vi era la porta Maqueda. Ricostruita nel 1780. |
| Porta Sant'Agata                     | X secolo     | esistente                                                                                  | Secondo la leggenda da questa porta entrarono i Normanni per conquistare la città araba durante l'assedio nel 1071. |
| Porta San Giorgio, poi Santa Rosalia | XII secolo   | non più esistente                                                                          | Situata presso l'odierna Piazza XIII Vittime, esistente già nel 1194. Riedificata nel 1724 e rinominata Porta S.Rosalia, fu abbattuta nel 1855. |
| Porta Busuemi                        | XI secolo    | tracce                                                                                     | Situata presso la via dei Biscottai, era la antica Bab as Sudan (Porta degli schiavi) di età islamica. Visibili deboli tracce presso i resti della Torre di porta Buscemi (o Torre di Scrigno) a sua volta inglobata nel Palazzo dei Conti Federico, o palazzo Conte Federico. |
| Porta della Dogana (o Doganella)     | XVI secolo   | non più esistente                                                                          | Edificata nel 1520 (secondo il Villabianca) o nel 1570 (secondo il La Duca) sorgeva a fianco della Chiesa S.Maria della Catena. Abbattuta a fine '800. |
| Porta della Pescheria                | XV secolo    | non più esistente                                                                          | Collocata alla fine del Cassaro verso il mare, esistente già nel 1470 ma scomparsa già al tempo del Marchese di Villabianca (XVIII secolo). |
| Porta d'Ossuna                       | XVII secolo  | non più esistente                                                                          | Aperta attorno al 1613 per creare un nuovo varco lungo il tragitto tra Porta Nuova e Porta Carini. Abbattuta nel 1872. |